# De verjaardag van Asterix & Obelix: Het guldenboek
De verjaardag van Asterix & Obelix: Het guldenboek is het 34e stripalbum in de Asterix-stripreeks. Het album is getekend en grotendeels geschreven door Albert Uderzo. 
Het album bevat een raamvertelling waarin eerder verschenen korte verhalen zijn opgenomen, waaronder verhalen die geschreven waren door René Goscinny. Het album is verschenen ter ere van het 50-jarige bestaan van Asterix.

## Inhoud
Het verhaal begint in het jaar 1, een halve eeuw na de periode van de andere verhalen. Na een korte rondleiding door het dorp komen we aan bij Asterix, die besluit om samen met zijn kleinkinderen Obelix te bezoeken. Obelix zit somber voor zijn huis, klagend dat hij geen plezier in het leven meer heeft, voordat de stripversie van Albert Uderzo verschijnt die vertelt over zijn experiment om de striphelden 50 jaar ouder te laten lijken. Hierop wordt Obelix boos en slaat Uderzo neer, waarna hij belooft het nooit meer te doen.
Dan zijn we weer in het jaar 50 voor Christus. Hierin zien we Asterix en Obelix jagen op everzwijnen terwijl zich in het dorp allemaal oude bekenden verzamelen voor de verjaardag van Asterix en Obelix. Ze krijgen brieven, sommigen geven een cadeau aan Asterix en Obelix (composities van Kakofonix, een reisgids van Sorus ...) of maken plannen voor hun toekomst (bijvoorbeeld kleding, pretpark of museum). Wat allemaal in miniverhaaltjes is verwerkt.
In het laatste deel van het verhaal zien we Julius Caesar en Cleopatra, die woedend is omdat Julius van plan was niet naar het feest te gaan ondanks dat Asterix en Obelix zijn zoon hadden gered van Brutus. Julius stemt toe om toch te gaan, maar bedenkt dan een plan om de Galliërs te vergiftigen door ze een amfoor wijn te laten brengen, wat eigenlijk wonderolie is. Wanneer de Romeinen in het dorp aankomen laat Panoramix, die het gebaar niet vertrouwt, de Romeinen er eerst van drinken. Nadat ze de wonderolie hebben gedronken moeten ze zich naar een latrine haasten en zo is het plannetje van Julius Caesar mislukt.
En wanneer iedereen zich op het einde heeft verzameld op het dorpsplein, wensen ze Asterix en Obelix een fijne verjaardag.

## Bijzonderheden
- Op pagina 44 zijn schilderijen te zien die een parodie zijn op de schilderijen die Andy Warhol maakte van Marilyn Monroe.
- Op pagina 46 staat een ingepakte menhir; een parodie op de inpakkunst van Christo.
- Ook het menhirmonument op dezelfde pagina doet denken aan een kunstwerk van Christo; 56 Barrels uit het Kröller Müller.
- De reisgids die Sorus geeft, verwijst naar de reisgids die uitgegeven wordt door Michelin: Sorus is in het verhaal Het ijzeren schild de directeur van een bedrijf dat wagenwielen maakt in Borvo, het huidige Clermont-Ferrand, verwijzend naar Michelin in zijn geheel.